# Kostelec nad Orlicí

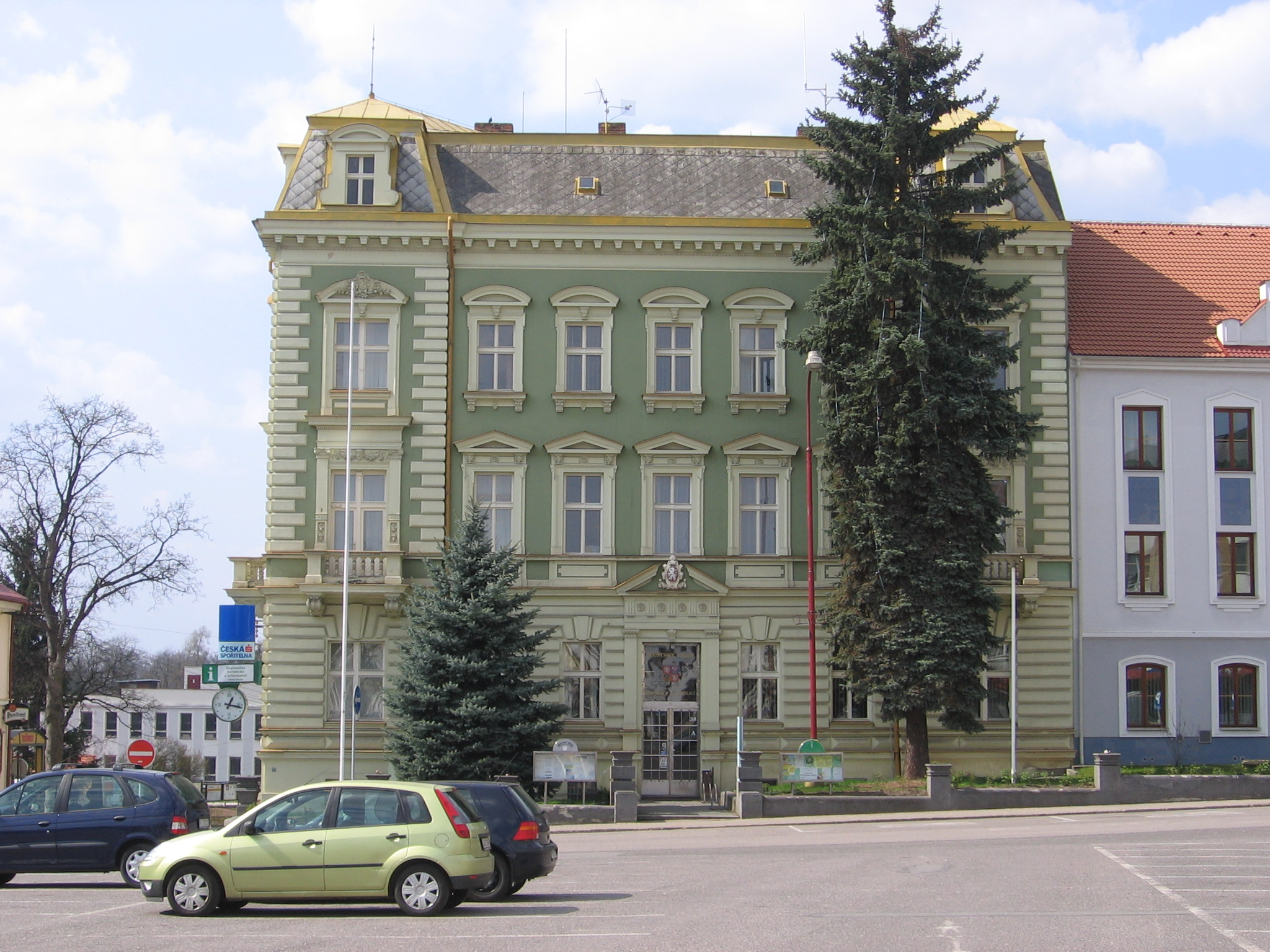
Ratusz miejski

Kostelec nad Orlicí (niem. Adlerkosteletz) − miasto w Czechach, w kraju kralovohradeckim. Według danych z 31 grudnia 2003 powierzchnia miasta wynosiła 2 619 ha, a liczba jego mieszkańców 6 184 osób.
| Rok             | 1970  | 1980  | 1991  | 2001  | 2003  |
| --------------- | ----- | ----- | ----- | ----- | ----- |
| Liczba ludności | 6 052 | 6 690 | 6 455 | 6 180 | 6 184 |

Źródło: Czeski Urząd Statystyczny
W mieście jest stacja kolejowa Kostelec nad Orlicí.

## Miasta partnerskie
- Myjava
- Zeulenroda-Triebes
- Bielawa